# Długopis

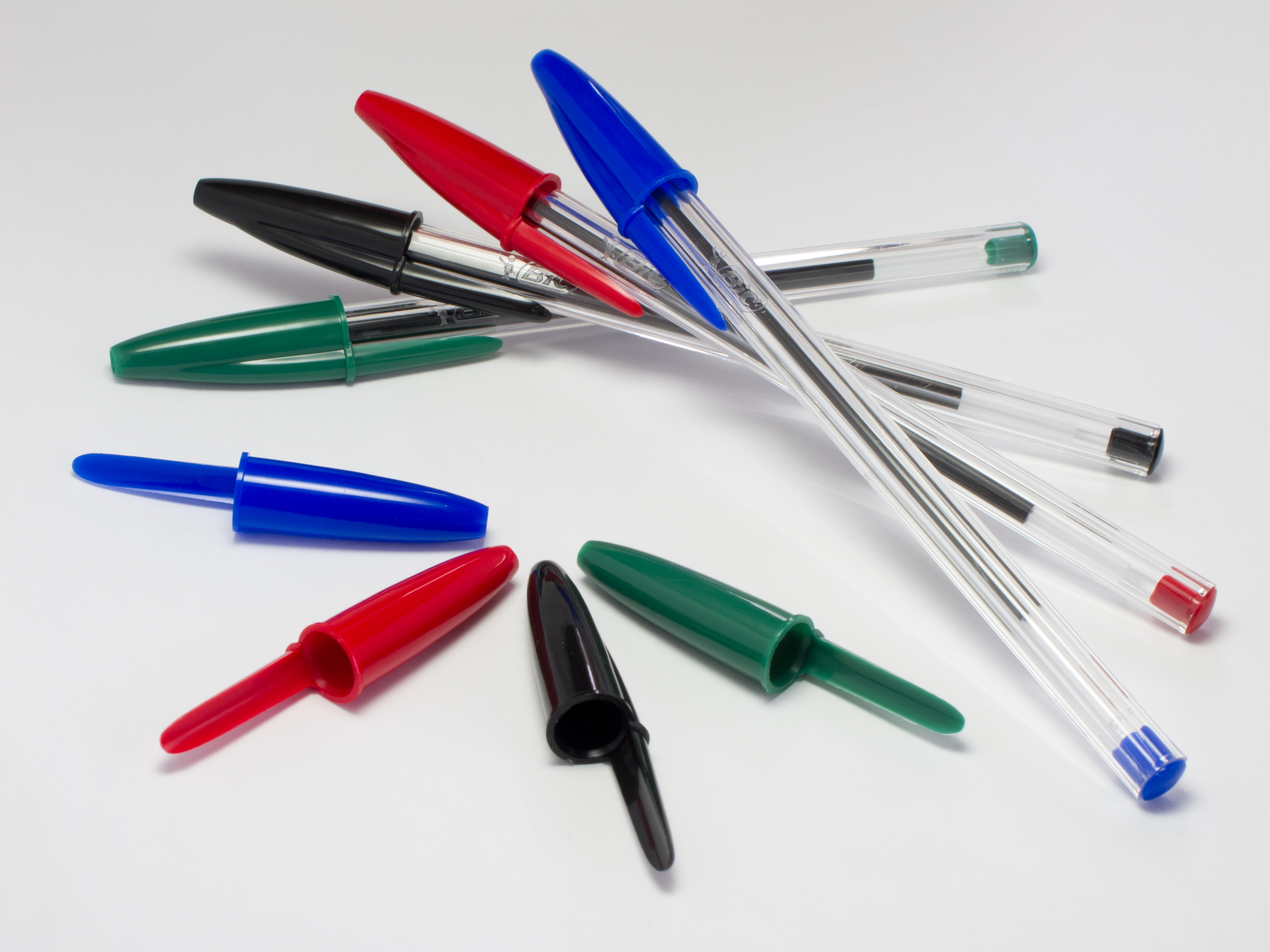
4 Długopisy Bic Cristal

Długopis – narzędzie do pisania wynalezione w 1938 roku przez węgierskiego artystę i dziennikarza László Bíró. Po wybuchu wojny uciekł on z ojczyzny i dotarł do Argentyny, gdzie ze swoim bratem George’em (chemikiem) udoskonalali wynalazek. Pierwsza produkcja zaczęła się podczas wojny w Buenos Aires. W roku 1944 László Bíró sprzedał swoje udziały jednemu z akcjonariuszy, który zajął się produkcją na masową skalę. Była ona realizowana na potrzeby pilotów alianckich podczas II wojny światowej, ponieważ długopisem można pisać bez względu na zmiany ciśnienia atmosferycznego.
Długopis składa się z obudowy oraz rurki wypełnionej gęstym tuszem i zakończonej obsadką. W obsadce umieszczona jest kulka o średnicy około 1 mm. Podczas pisania kulka toczy się po papierze rozprowadzając równomiernie tusz.

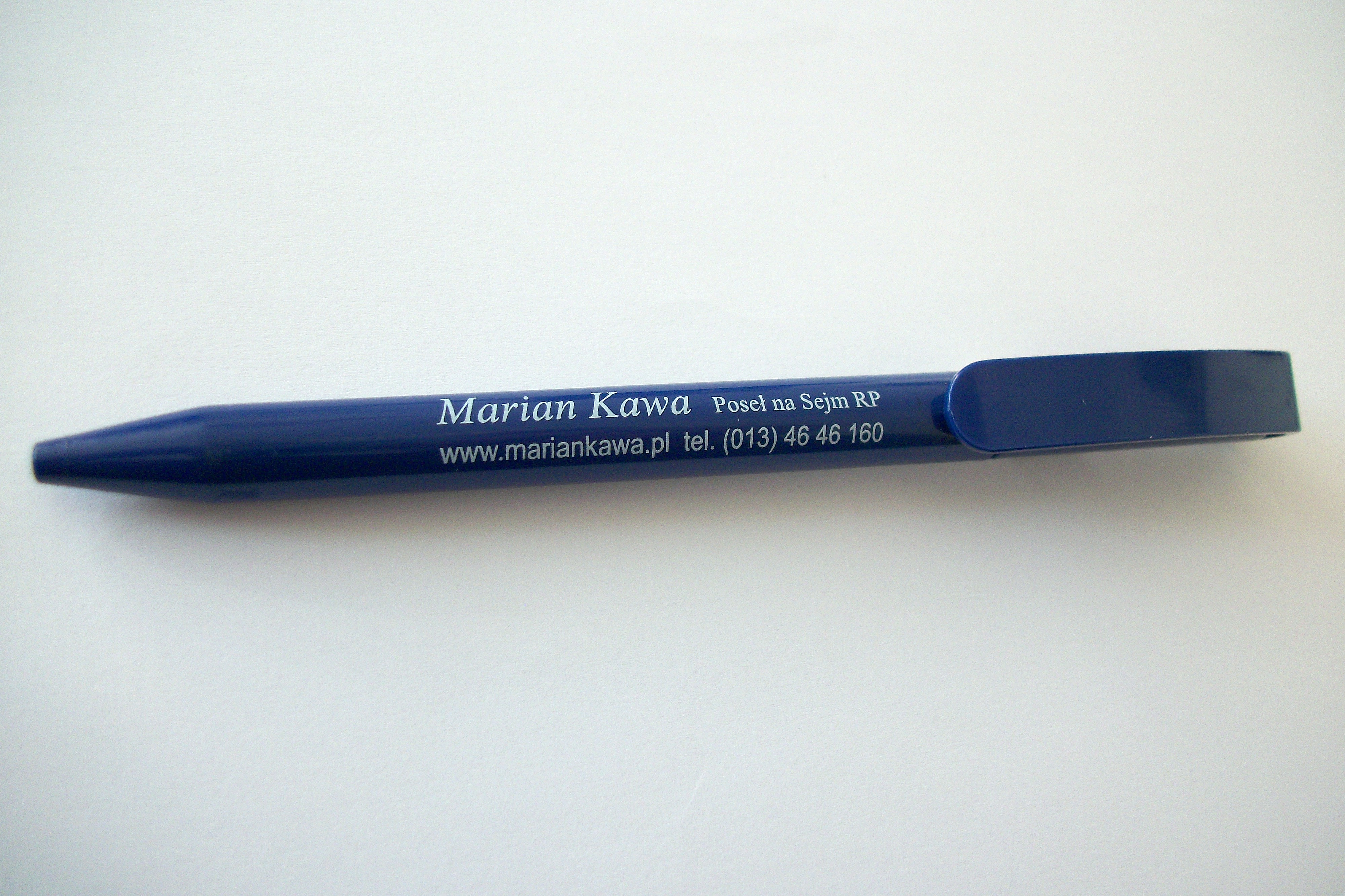
Długopis często używany jest jako element promocji i reklamy

Kulka jest osadzona w gnieździe, które umożliwia jej swobodne obracanie i zapobiega wypadaniu. Pomiędzy kulką a gniazdem znajduje się niewielka przestrzeń, przez którą wypływa tusz. Przestrzeń ta jest na tyle mała, że jeśli długopis nie jest używany, to siły kapilarne utrzymują tusz w środku. Takie same rozwiązania techniczne użyte są również w innych urządzeniach – np. w obudowie antyperspirantów „w kulce”.
Długopisy dzielimy na olejowe i żelowe oraz niezmazywalne i zmazywalne.